# Follow the Crowd
Follow the Crowd è una cortometraggio muto del 1918 diretto da Alfred J. Goulding e interpretato da Harold Lloyd.